# Oxyopes lynx
Oxyopes lynx är en spindelart som beskrevs av Brady 1964. Oxyopes lynx ingår i släktet Oxyopes och familjen lospindlar. Inga underarter finns listade i Catalogue of Life.